# Sebastián Álvarez Alfonso Rosica de Caldas
Sebastián Álvarez Alfonso Rosica de Caldas (Caldas de Luna, España, 1609 – Santiago de Guatemala, 31 de enero de 1673) fue un militar español que fue presidente de la Real Audiencia de Guatemala de 1667 a 1670.

## Datos familiares
Sus padres fueron don Blas Álvarez Alfonso Rosica de Caldas y doña Victoria Álvarez Quirós de Reyero. De noble familia, fue señor de la casa y Torre del Terrado en Caldas de Luna, caballero de la Orden de Santiago y regidor de la ciudad de León. Casó con doña Antonia de Valdés. Hija de este matrimonio fue doña Petronila Antonia, quien heredó el señorío de Caldas de Luna y casó con don Rodrigo Álvarez de las Asturias, conde de Nava.

## Presidente de la Real Audiencia de Guatemala
Fue nombrado como capitán general de Guatemala y presidente de la Real Audiencia por la reina regente Mariana de Austria, para suceder a don Martín Carlos de Mencos. Viajó a su destino con un nutrido grupo de parientes y servidores y tomó posesión del cargo el 18 de enero de 1667.
A fines de 1667 efectuó una visita a Nicaragua, para inspeccionar las obras del castillo construido a orillas del río San Juan por don Juan Fernández de Salinas y de la Cerda. Se dedicó con gran tesón a la construcción de la nueva catedral de Guatemala, cuyas obras se iniciaron en 1669 y que dejó casi terminada. 
Según el historiador Domingo Juarros, "se portó con grande integridad, justicia y rectitud en el tiempo que sirvió la Presidencia", pero el mismo autor indica que parece que se excedió en el castigo del licenciado don Pedro de Miranda Santillán, fiscal de la Audiencia, al que habiéndosele probado el delito de prevaricato, recluyó en 1669 el castillo de San Felipe, donde murió a los pocos días debido al clima malsano. Varios oidores de la Audiencia y otros prominentes personajes de Guatemala elevaron a la Corona quejas en su contra, algunas de extrema gravedad, como coacción a los jueces, recepción de cohechos y otros actos de corrupción, trato indigno a los oidores, excesivos gastos y otros abusos.

## Caída y muerte
Mediante real  cédula  de  6  de  mayo  de  1670, la  reina  regente, además de llamarle la atención al presidente por los abusos de autoridad cometidos contra el fiscal, ordenaba al obispo de Guatemala Juan de Santo  Matía Sáenz  de Mañozca y Murillo asumir interinamente la presidencia e iniciar juicio de residencia a Álvarez Alfonso. 
El 29 de octubre de 1670, en cuanto llegó a Santiago de Guatemala la cédula de deposición, el obispo Sáenz de Mañozca asumió la presidencia interina de la Audiencia y el gobierno del reino y enseguida dispuso confinar a a su depuesto predecesor en la lejana población de Patul. El juicio de residencia avanzó muy lentamente. El  8  de  febrero  de  1672,  debido a que Álvarez Alfonso estaba enfermo de consideración, el obispo le autorizó a trasladarse a Panajachel, pero allí permaneció por poco tiempo, ya que el 5 de marzo de  1672  ingresó  enfermo  al  Hospital  de Convalecientes  de  Nuestra  Señora  de  Belén, fundado por San Pedro de San José Betancur en Santiago de Guatemala. No logró recuperar la salud y murió meses más tarde en la misma ciudad. Fue sepultado en la iglesia de la Compañía de Jesús.
El Cabildo Eclesiástico de Guatemala, en reconocimiento de su aporte a la construcción de la catedral, colocó su estatua en la capilla de San Pedro de ese templo, con una inscripción alusiva.